# Thaumatichthys axeli
Thaumatichthys axeli es un pez abisal que pertenece a la familia Thaumatichthyidae. Vive a una profundidad superior a los 3600 metros, más que cualquier otro miembro del género Thaumatichthys. 
Al igual que otros miembros de la familia, produce luz por medio de su boca (bioluminiscencia) para atraer y cazar a sus presas.
Fue reconocida por primera vez en 1953, por Anton Frederik Bruun.

### Lectura recomendada
- McAllister, D.E. (1990) A working list of fishes of the world., Copies available from D.E. McAllister, Canadian Museum of Nature, P.O. Box 3443, Ottawa, Ontario K1P 6P4, Canada. 2661 p. plus 1270 p. Index.
- Eschmeyer, W.N. (ed.) (1998) Catalog of fishes., Special Publication, California Academy of Sciences, San Francisco. 3 vols. 2905 p.